# Andriej Jakubik
Andriej Aleksandrowicz Jakubik, ros. Андрей Александрович Якубик (ur. 24 sierpnia 1950 w Moskwie) – rosyjski piłkarz, grający na pozycji pomocnika, a wcześniej napastnika, reprezentant ZSRR, trener piłkarski.

## Kariera piłkarska

### Kariera klubowa
W wieku 7 lat zapisał się do Szkoły Sportowej „Metrostroj” w Moskwie, gdzie ćwiczył piłkę nożną, hokej i pływanie. Pierwszy trener - N.S.Gugnin i L.K.Sołowjow. W 1967 roku został piłkarzem zespołu młodzieżowego klubu Dinamo Moskwa. W celu poszerzenia praktycznych umiejętności został wypożyczony do lipca 1969 do Dinama Machaczkała. W 1971 debiutował w podstawowym składzie Dynama Moskwa, w którym występował do sierpnia 1979. Potem po katastrofie lotniczej, w której zginęło 13 piłkarzy Paxtakora, jako ochotnik zasilił skład taszkienckiego klubu. Na początku 1980 powrócił do Dynama Moskwa, ale już po pół roku ponownie wrócił do Paxtakora, barw którego bronił do końca 1984 roku. Po sezonie 1985 zakończył swoją karierę piłkarską w klubie Krasnaja Priesnia Moskwa.

### Kariera reprezentacyjna
1 września 1972 zadebiutował w olimpijskiej reprezentacji Związku Radzieckiego w meczu z Meksykiem wygranym 4:1. Ogółem rozegrał 2 gry reprezentacyjne. W 1996 bronił barw reprezentacji Rosji w meczach piłki nożnej plażowej.

## Kariera trenerska
Po zakończeniu kariery piłkarskiej ukończył w 1987 Wyższą Szkołę Trenerską w Moskwie i rozpoczął pracę trenerską z dziećmi. W 1987 pracował w Szkole Piłkarskiej Dynama Moskwa, a potem 2 lata prowadził klub Krasnaja Priesnia Moskwa. Jednak zrozumiał, że ten zawód nie dla niego i zrezygnował z trenerskiej działalności. Od 1989 kontynuował występy w drużynach seniorów reprezentacji Rosji, Moskwy i Dinama Moskwa. Również grał w latach 1992-1994 w futsal w składzie drużyny Sargon Moskwa.

## Sukcesy i odznaczenia

### Sukcesy klubowe
- mistrz ZSRR: 1976 (w)
- brązowy medalista Mistrzostw ZSRR: 1973, 1975
- zdobywca Pucharu ZSRR: 1977
- zdobywca Pucharu sezonu ZSRR: 1977
- finalista Pucharu Zdobywców Pucharów: 1972
- mistrz Spartakiady Narodów ZSRR: 1979 (w składzie Moskwy)

### Sukcesy reprezentacyjne
- brązowy medalista Letnich Igrzysk Olimpijskich: 1972
- wicemistrz Europy U-21: 1972

### Sukcesy indywidualne
- król strzelców Mistrzostw ZSRR: 1982 (23 goli)
- wybrany do listy 33 najlepszych piłkarzy ZSRR: Nr 2 (1982)
- członek Klubu Grigorija Fiedotowa: 117 goli

### Odznaczenia
- tytuł Mistrza Sportu Klasy Międzynarodowej